# Seltjarnarnes
Seltjarnarnes – miasto w południowo-zachodniej Islandii, tworzące gminę Seltjarnarnesbær, wchodzącą w skład regionu stołecznego Höfuðborgarsvæðið. Położone jest na niewielkim półwyspie o tej samej nazwie na zachód od Reykjavíku. Wchodzi w skład zespołu miejskiego Wielkiego Reykjavíku. Na początku 2018 roku zamieszkiwało je 4,6 tys. osób.